# Caëstre
Caëstre (prononcé [kastʁ] ; en néerlandais : Kaaster, en flamand occidental : Kaester) est une commune française située dans le département du Nord, en région Hauts-de-France.
Caëstre fut un castrum, un camp romain, le long de la Steenstraete, la voie romaine qui allait de Dunkerque à Lille.

## Géographie

### Localisation
| Saint-Sylvestre-Cappel | Eecke           |        |
| Hondeghem              | Caëstre         | Flêtre |
| Hazebrouck             | Borre Pradelles |        |

### Hydrographie

#### Réseau hydrographique
La commune est située dans le bassin Artois-Picardie. Elle est drainée par la Becque de Flètre, la Foene Becque, la Flêtre, la Noord Becque, la Saint-Gilles et l'Hondsteen Becque,,.

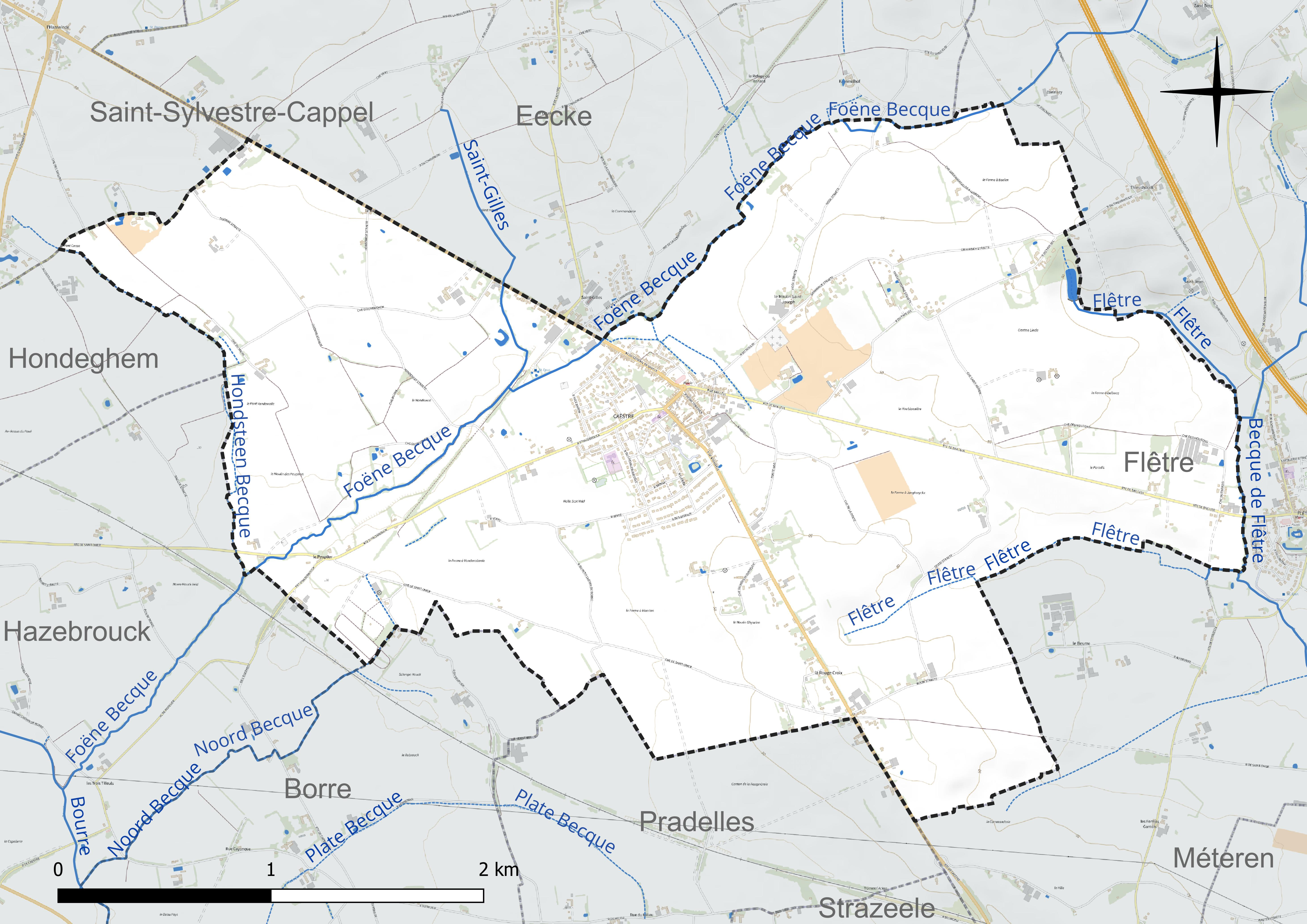
Réseau hydrographique de Caëstre.

#### Gestion et qualité des eaux
Le territoire communal est couvert par le schéma d'aménagement et de gestion des eaux (SAGE) « Lys ». Ce document de planification concerne un territoire de 1 835 km2 de superficie, délimité par le bassin versant de la Lys. Le périmètre a été arrêté le 29 mai 1995 et le SAGE proprement dit a été approuvé le 6 août 2010, puis révisé le 20 septembre 2019. La structure porteuse de l'élaboration et de la mise en œuvre est le syndicat mixte pour l'élaboration du SAGE de la Lys (SYMSAGEL).
La qualité des cours d'eau peut être consultée sur un site dédié géré par les agences de l'eau et l'Agence française pour la biodiversité.

### Climat
Pour des articles plus généraux, voir Climat des Hauts-de-France et Climat du Nord.
En 2010, le climat de la commune est de type climat océanique altéré, selon une étude du CNRS s'appuyant sur une série de données couvrant la période 1971-2000. En 2020, Météo-France publie une typologie des climats de la France métropolitaine dans laquelle la commune est exposée à un climat océanique et est dans la région climatique Côtes de la Manche orientale, caractérisée par un faible ensoleillement (1 550 h/an) ; forte humidité de l'air (plus de 20 h/jour avec humidité relative > 80 % en hiver), vents forts fréquents.
Pour la période 1971-2000, la température annuelle moyenne est de 10,5 °C, avec une amplitude thermique annuelle de 13,8 °C. Le cumul annuel moyen de précipitations est de 748 mm, avec 12,8 jours de précipitations en janvier et 8,6 jours en juillet. Pour la période 1991-2020, la température moyenne annuelle observée sur la station météorologique la plus proche, située sur la commune de Steenvoorde à 6 km à vol d'oiseau, est de 11,2 °C et le cumul annuel moyen de précipitations est de 727,8 mm,. Pour l'avenir, les paramètres climatiques de la commune estimés pour 2050 selon différents scénarios d'émission de gaz à effet de serre sont consultables sur un site dédié publié par Météo-France en novembre 2022.

## Urbanisme

### Typologie
Au 1er janvier 2024, Caëstre est catégorisée bourg rural, selon la nouvelle grille communale de densité à sept niveaux définie par l'Insee en 2022.
Elle est située hors unité urbaine. Par ailleurs la commune fait partie de l'aire d'attraction de Lille (partie française), dont elle est une commune de la couronne,. Cette aire, qui regroupe 201 communes, est catégorisée dans les aires de 700 000 habitants ou plus (hors Paris),.

### Occupation des sols
L'occupation des sols de la commune, telle qu'elle ressort de la base de données européenne d'occupation biophysique des sols Corine Land Cover (CLC), est marquée par l'importance des territoires agricoles (94,6 % en 2018), en diminution par rapport à 1990 (96,2 %). La répartition détaillée en 2018 est la suivante : 
terres arables (86 %), zones agricoles hétérogènes (8,6 %), zones urbanisées (5,4 %). L'évolution de l'occupation des sols de la commune et de ses infrastructures peut être observée sur les différentes représentations cartographiques du territoire : la carte de Cassini (XVIIIe siècle), la carte d'état-major (1820-1866) et les cartes ou photos aériennes de l'IGN pour la période actuelle (1950 à aujourd'hui).

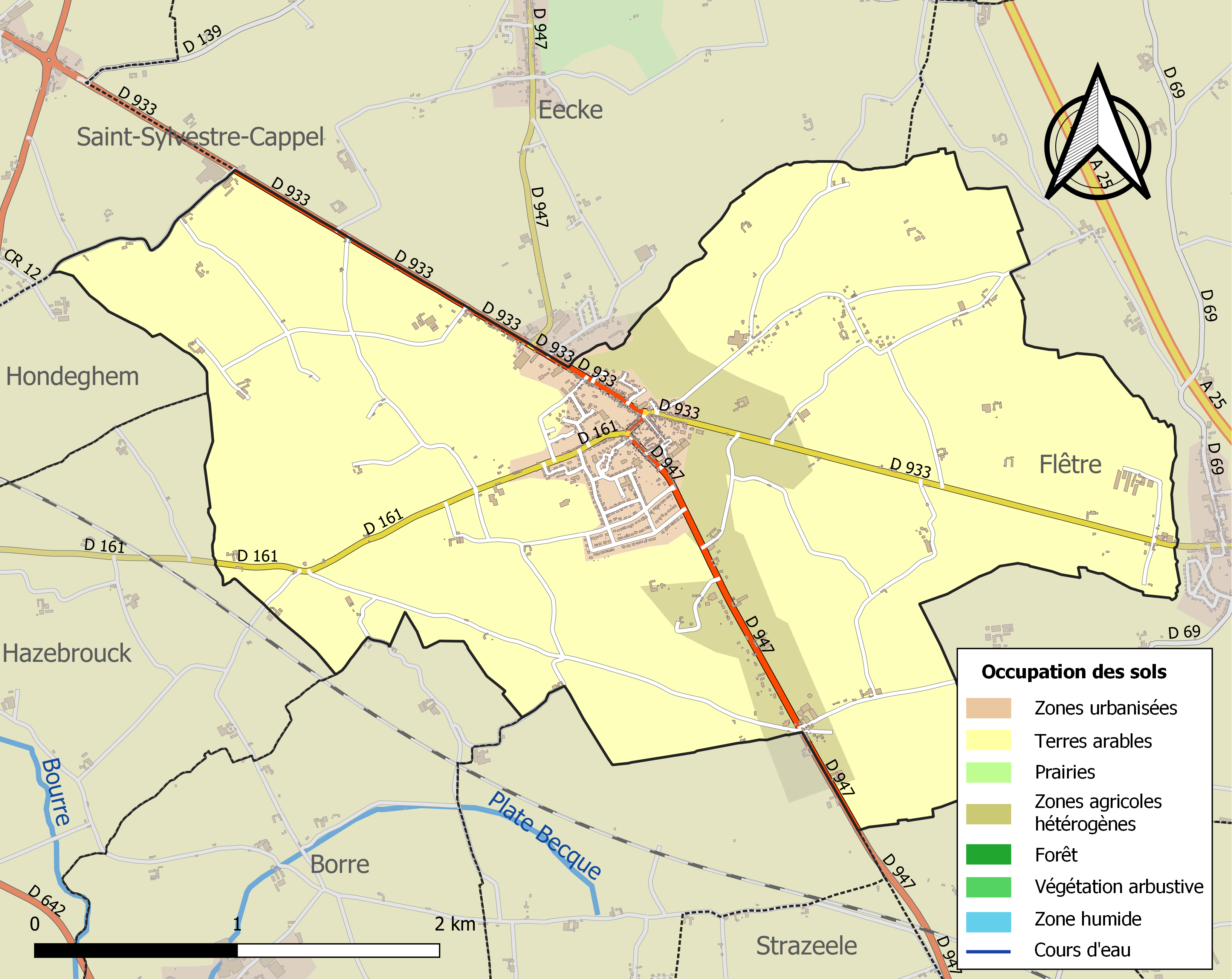
Carte des infrastructures et de l'occupation des sols de la commune en 2018 (CLC).

## Toponymie
- 1174 : Castris
- 1328 : Le Caestere
- 1335 : Castres (cartulaire de la dame de Cassel).

## Histoire
Une voie romaine menant de Cassel au pont d'Estaires, par Strazeele, Vieux-Berquin et Neuf-Berquin, passait par Caëstre. Des fers à cheval et des armes romaines ont été retrouvés à proximité.
Du point de vue religieux, la commune était située dans le diocèse de Thérouanne puis dans le diocèse d'Ypres, doyenné de Bailleul.
Entre 1420 et 1477, Robert de Thiennes, seigneur de Castre (Caëstre) et Berthen, est conseiller et chambellan des ducs de Bourgogne Philippe le Bon, et Charles le Guerrier (Charles le Téméraire fils de Philippe le Bon), ayant eu commandement de leurs armées contre la France; Jacques de Thiennes, son fils, aussi chambellan des empereurs Maximilien Ier et Charles Quint, puis bailli de Gand, commissaire ordinaire au renouvellement des magistrats du comté de Flandre, lieutenant et capitaine du pays et comté de Hollande, a été ambassadeur vers le roi d'Angleterre et envoyé aussi en qualité d'ambassadeur au roi du Danemark pour lui porter la Toison d'or.
Le 13 septembre 1649, la terre de Rumbeke en Flandre, est érigé en comté, (titre de comte), en faveur de René de Thiennes, seigneur de Rumbeke, Caestre, Claerhoudt, Oudenen et de la cour d'Ideghem, dont la famille a rendu les plus grands services, depuis 1340, époque où Jean de Thiennes, seigneur de Lombize (Lombise) et de Beaurepaire, accompagna avec huit écuyers à sa solde, le duc de Bourgogne Eudes IV de Bourgogne allant au secours de Saint-Omer, assiégée par Robert III d'Artois (bataille de Saint-Omer (1340).
Le village a été détruit pendant la guerre 1914-1918 et a reçu la croix de guerre 1914-1918. Pendant cette première guerre mondiale, Caëstre est une des communes avec Hondschoote, Abeele, Oost-Cappel, Godewaersvelde, Winnezeele, Hardifort, à faire partie du commandement d'étapes, c'est-à-dire un élément de l'armée, installé à Steenvoorde puis transféré à Rexpoëde, organisant le stationnement de troupes, comprenant souvent des chevaux, pendant un temps plus ou moins long, sur les communes dépendant du commandement, en arrière du front.

### Légende

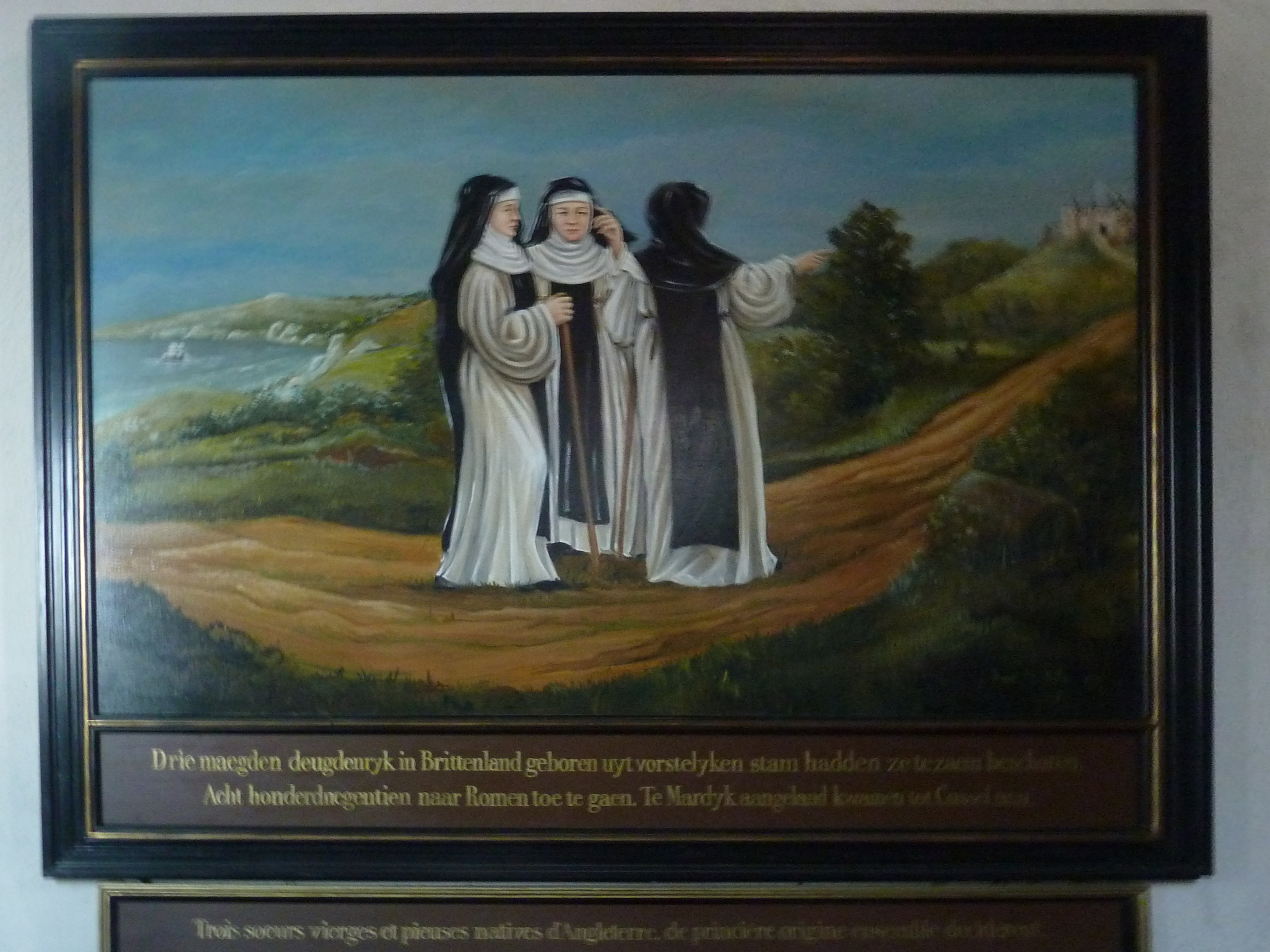
Tableau des 3 vierges

En 817 trois jeunes filles pieuses, dénommées Edith, Elfrièda et Sabine, filles dit-on du roi Kewulf qui régnait sur le Wessex, avaient fait le vœu de se rendre en pèlerinage sur le tombeau des apôtres saint Pierre et saint Paul. Ayant mis leur projet à exécution, elles quittèrent leur royaume et traversèrent la Manche. Elles accostèrent au pont de Mardyck, puis empruntèrent la voie romaine, déjà appelée Steenstraete (la route de pierre) qui allait à Arras en passant par Cassel et le Pont d'Estrales.
L'histoire raconte que, parvenues dans un bois en un lieu où s'élève maintenant Caëstre, elles furent sauvagement assassinées par des brigands. Au même moment, non loin de là, un chevalier aveugle, le seigneur de Strazeele, vit la Vierge en apparition. Celle-ci lui conseilla de se rendre sur les lieux du crime et de se frotter les paupières avec le sang des martyres, afin de recouvrer la vue. Le chevalier suivit ses conseils, recouvra la vue et fit construire en remerciement une chapelle dite "la chapelle des 3 vierges" sur le lieu de leur mort. Ce lieu devint vénéré et dès le IXe siècle, un pèlerinage annuel fut organisé en l'honneur de « Notre Dame de Grâce ».

## Politique et administration
→ Conseils pour la rédaction de cette section.

### Élections municipales et communautaires

#### Liste des maires
Maire de 1802 à 1807 : Aug. Cnapelynck,.
Maire en 1808: Monet.
| Période                                  | Période              | Identité                | Étiquette | Qualité |
| ---------------------------------------- | -------------------- | ----------------------- | --------- | --- |
|                                          | 1827(décès)          | Pierre Josse Debacker   |           | Propriétaire |
| 1827                                     | 1831                 | Charles Vincent Maerten |           | Cultivateur |
| 1831                                     | 1860                 | Joseph Emmanuel Savaete |           | Brasseur |
| 1860                                     | 1870                 | Henri Deberdt           |           | |
| 1870                                     | 1880                 | Augustin Toursel        |           | Notaire |
| 1880                                     |                      | Benoit Baelen           |           | |
| 1883                                     | 1888                 | L. Degroote             |           | |
| 1888                                     | 1900                 | H. Desmarescaux         |           | |
| 1900                                     | 1909                 | E. Cyssau               |           | |
| 1910                                     | 1914                 | Louis Fobert            |           | |
| 1922                                     | 1927                 | Jean Bouquet            |           | |
| 1927                                     | 1936                 | Alexandre Bouquet       |           | Conseiller d'arrondissement |
| 1936                                     | 1939                 | Achille Cadet           |           | |
| 1951                                     | 1971                 | M. Ramon                |           | |
| 1971                                     | 2001                 | Marie-Fanny Gournay     | RPR       | Conseillère générale du canton d'Hazebrouck-Nord (1979-1998) Députée de la 15e circonscription du Nord (1993-1997) Sénatrice du Nord (1990-1992) |
| 2001                                     | octobre 2009 (décès) | Yves Baron              | DVD       | |
| janvier 2010                             | mars 2014            | Daniel Riant            | DVD       | |
| 2014                                     | mai 2020             | Brigitte Vanhersel      | DVD       | |
| mai 2020                                 | En cours             | Jean-Luc Schricke       | DVC       | Ancien mécanicien poids lourds, ancien 1er adjoint                                                                                               |
| Les données manquantes sont à compléter. |                      |                         |           | |

## Équipements et services publics
→ Conseils pour la rédaction de cette section.

## Population et société

### Démographie

#### Évolution démographique
L'évolution du nombre d'habitants est connue à travers les recensements de la population effectués dans la commune depuis 1793. Pour les communes de moins de 10 000 habitants, une enquête de recensement portant sur toute la population est réalisée tous les cinq ans, les populations de référence des années intermédiaires étant quant à elles estimées par interpolation ou extrapolation. Pour la commune, le premier recensement exhaustif entrant dans le cadre du nouveau dispositif a été réalisé en 2007.

En 2022, la commune comptait 1 979 habitants, en évolution de +1,12 % par rapport à 2016 (Nord : +0,51 %, France hors Mayotte : +2,11 %).
| 1793  | 1800  | 1806  | 1821  | 1831  | 1836  | 1841  | 1846  | 1851  |
| ----- | ----- | ----- | ----- | ----- | ----- | ----- | ----- | ----- |
| 1 654 | 1 651 | 1 721 | 1 669 | 1 653 | 1 636 | 1 713 | 1 703 | 1 710 |

| 1856  | 1861  | 1866  | 1872  | 1876  | 1881  | 1886  | 1891  | 1896  |
| ----- | ----- | ----- | ----- | ----- | ----- | ----- | ----- | ----- |
| 1 631 | 1 556 | 1 542 | 1 517 | 1 572 | 1 635 | 1 666 | 1 536 | 1 545 |

| 1901  | 1906  | 1911  | 1921  | 1926  | 1931  | 1936  | 1946  | 1954  |
| ----- | ----- | ----- | ----- | ----- | ----- | ----- | ----- | ----- |
| 1 538 | 1 445 | 1 520 | 1 315 | 1 311 | 1 210 | 1 206 | 1 210 | 1 127 |

| 1962  | 1968  | 1975  | 1982  | 1990  | 1999  | 2006  | 2007  | 2012  |
| ----- | ----- | ----- | ----- | ----- | ----- | ----- | ----- | ----- |
| 1 114 | 1 164 | 1 191 | 1 340 | 1 597 | 1 677 | 1 670 | 1 669 | 1 906 |

| 2017  | 2022  | - | - | - | - | - | - | - |
| ----- | ----- | - | - | - | - | - | - | - |
| 1 980 | 1 979 | - | - | - | - | - | - | - |

#### Pyramide des âges
La population de la commune est relativement jeune.
En 2018, le taux de personnes d'un âge inférieur à 30 ans s'élève à 38,4 %, soit en dessous de la moyenne départementale (39,5 %). De même, le taux de personnes d'âge supérieur à 60 ans est de 21,3 % la même année, alors qu'il est de 22,5 % au niveau départemental.
En 2018, la commune comptait 993 hommes pour 1 024 femmes, soit un taux de 50,77 % de femmes, légèrement inférieur au taux départemental (51,77 %).
Les pyramides des âges de la commune et du département s'établissent comme suit.
| Hommes | Classe d’âge | Femmes |
| ------ | ------------ | ------ |
| 0,9    | 90 ou +      | 2,1    |
| 5,5    | 75-89 ans    | 6,8    |
| 12,5   | 60-74 ans    | 14,8   |
| 20,8   | 45-59 ans    | 19,0   |
| 20,3   | 30-44 ans    | 20,6   |
| 17,3   | 15-29 ans    | 15,6   |
| 22,6   | 0-14 ans     | 21,2   |

| Hommes | Classe d’âge | Femmes |
| ------ | ------------ | ------ |
| 0,5    | 90 ou +      | 1,4    |
| 5,3    | 75-89 ans    | 8,1    |
| 14,8   | 60-74 ans    | 16,2   |
| 19,1   | 45-59 ans    | 18,4   |
| 19,5   | 30-44 ans    | 18,7   |
| 20,7   | 15-29 ans    | 19,1   |
| 20,2   | 0-14 ans     | 18     |

## Économie
→ Conseils pour la rédaction de cette section.

## Culture locale et patrimoine

### Lieux et monuments
- L'église Saint-Omer. Elle comprend un mobilier exceptionnel de style néogothique réalisé par le sculpteur hazebrouckois Gustave Pattein. 18 éléments patrimoniaux sont classés ou inscrits au titre d'objet des monuments historiques[45].

Œuvres de Gustave Pattein pour l'Église Saint-Omer de Caëstre
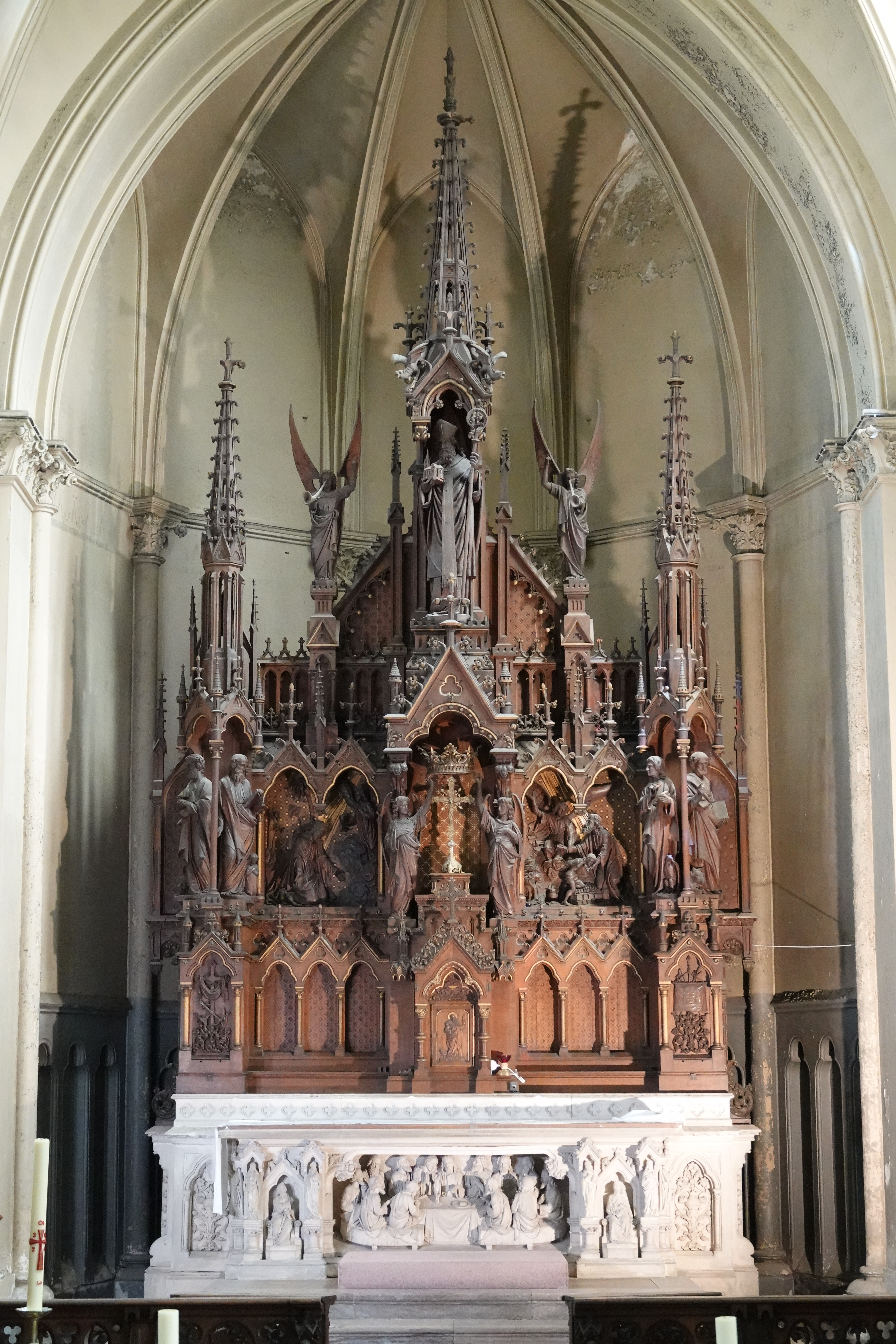
Maître-autel
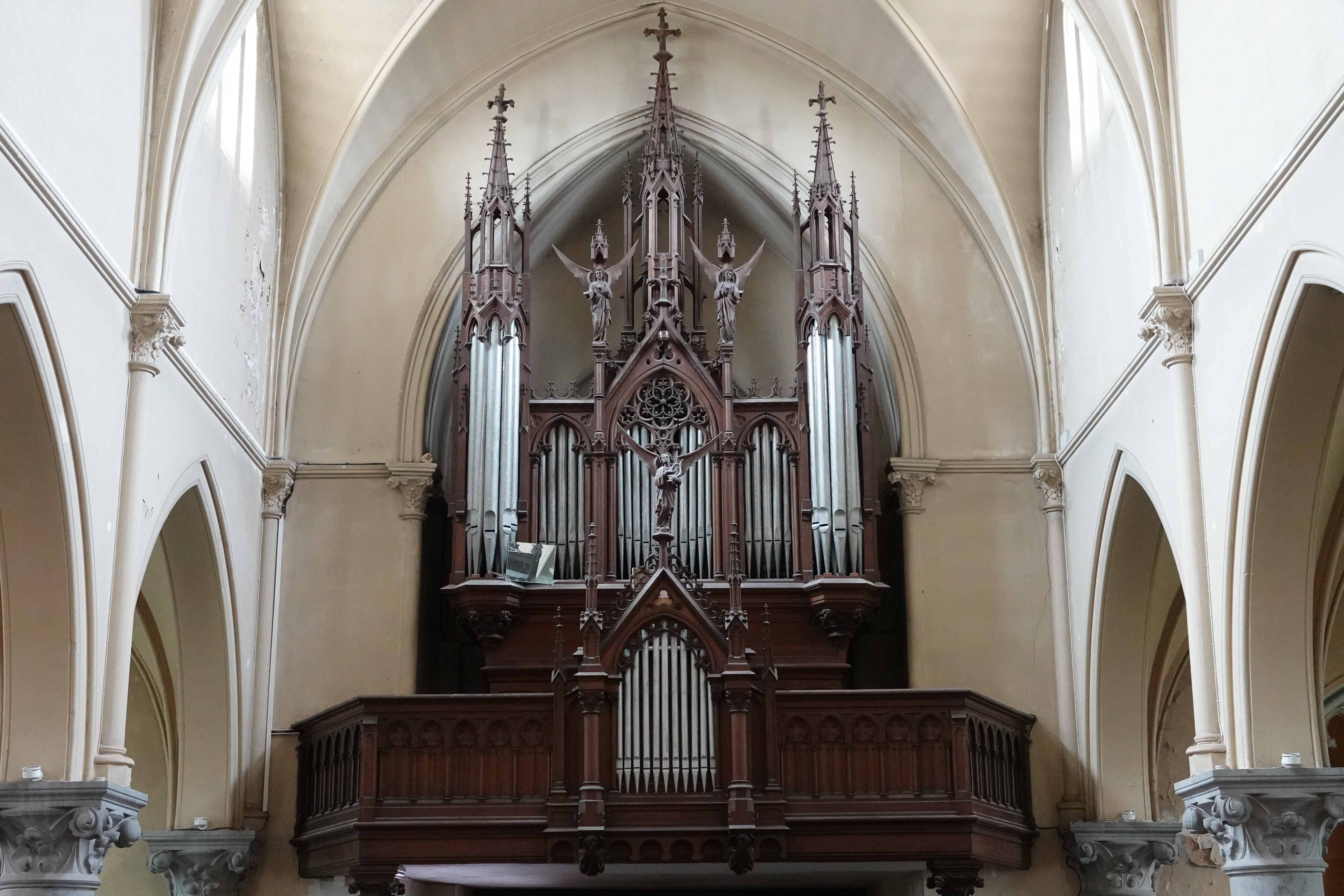
Buffet et tribune de l'orgue
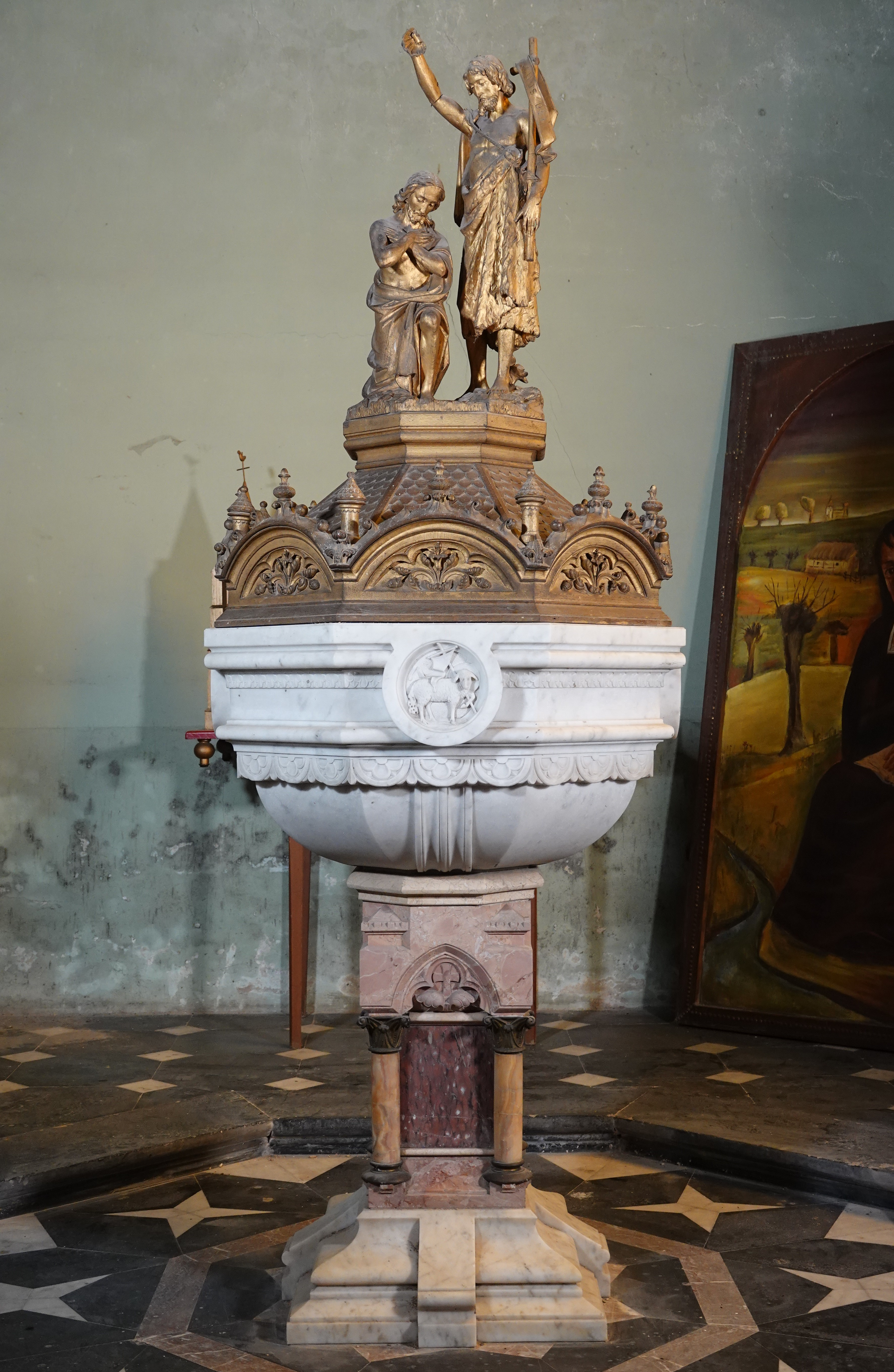
Fonts baptismaux
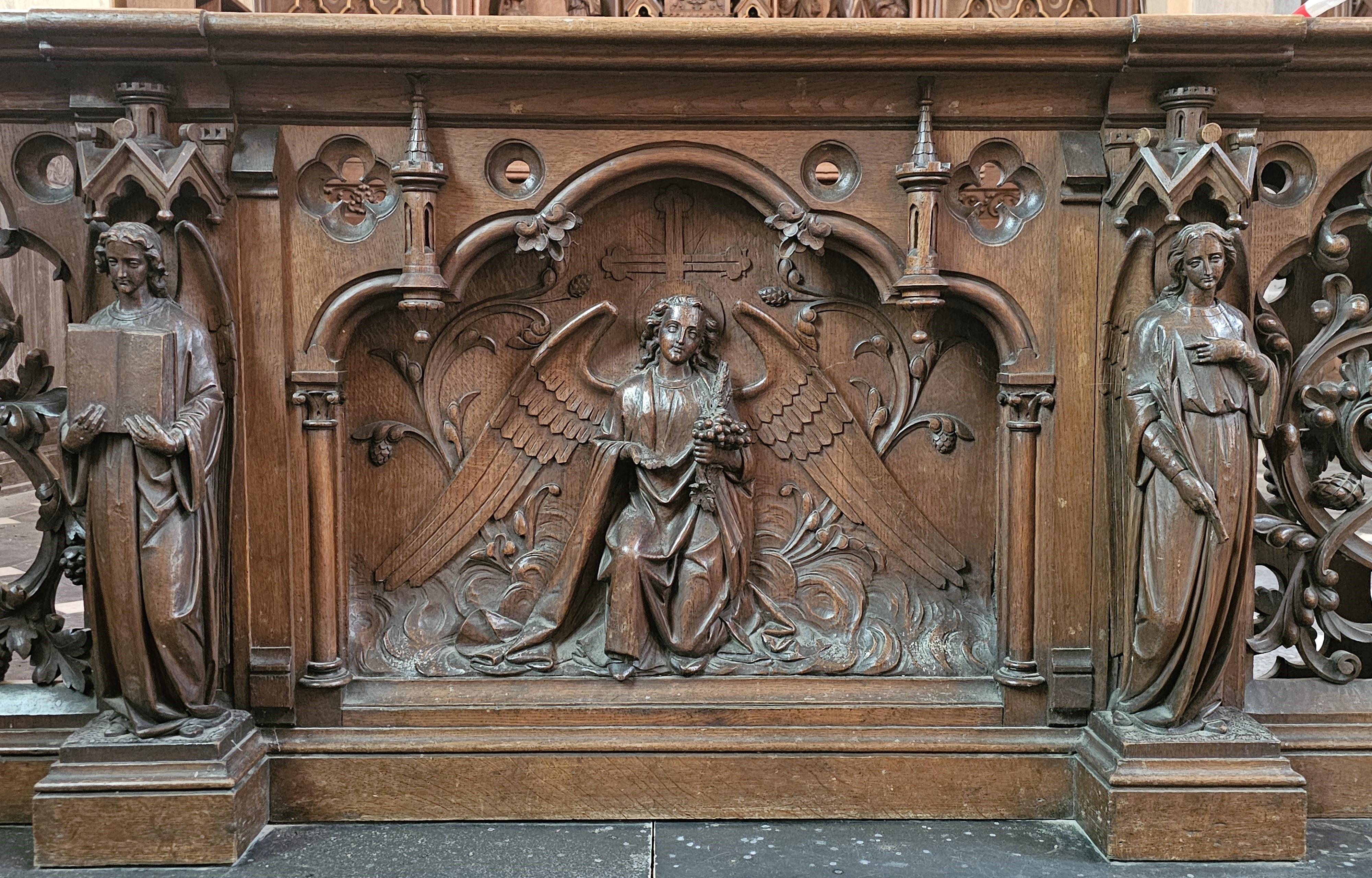
Banc de communion (détail d'un panneau)
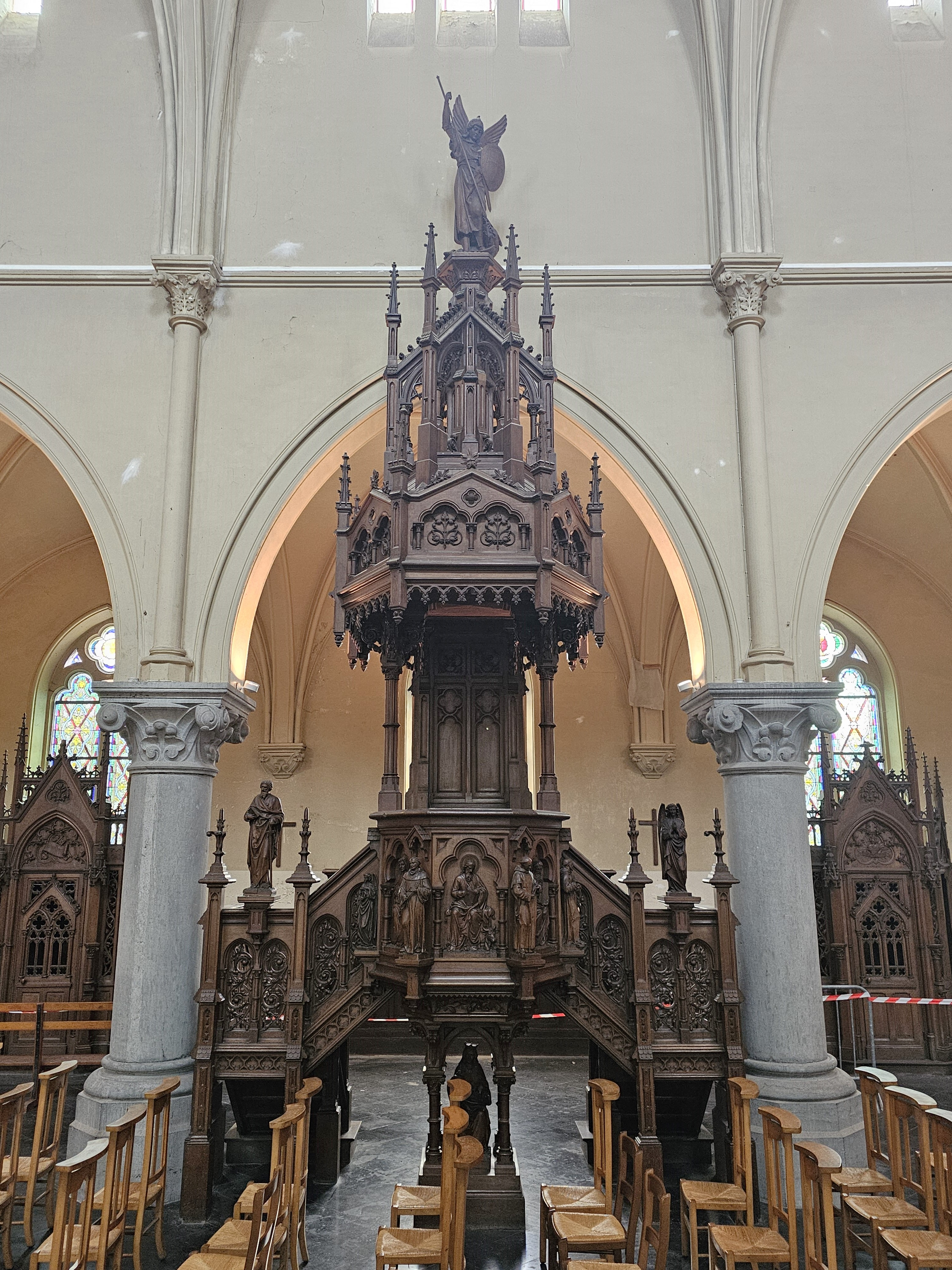
Chaire de vérité
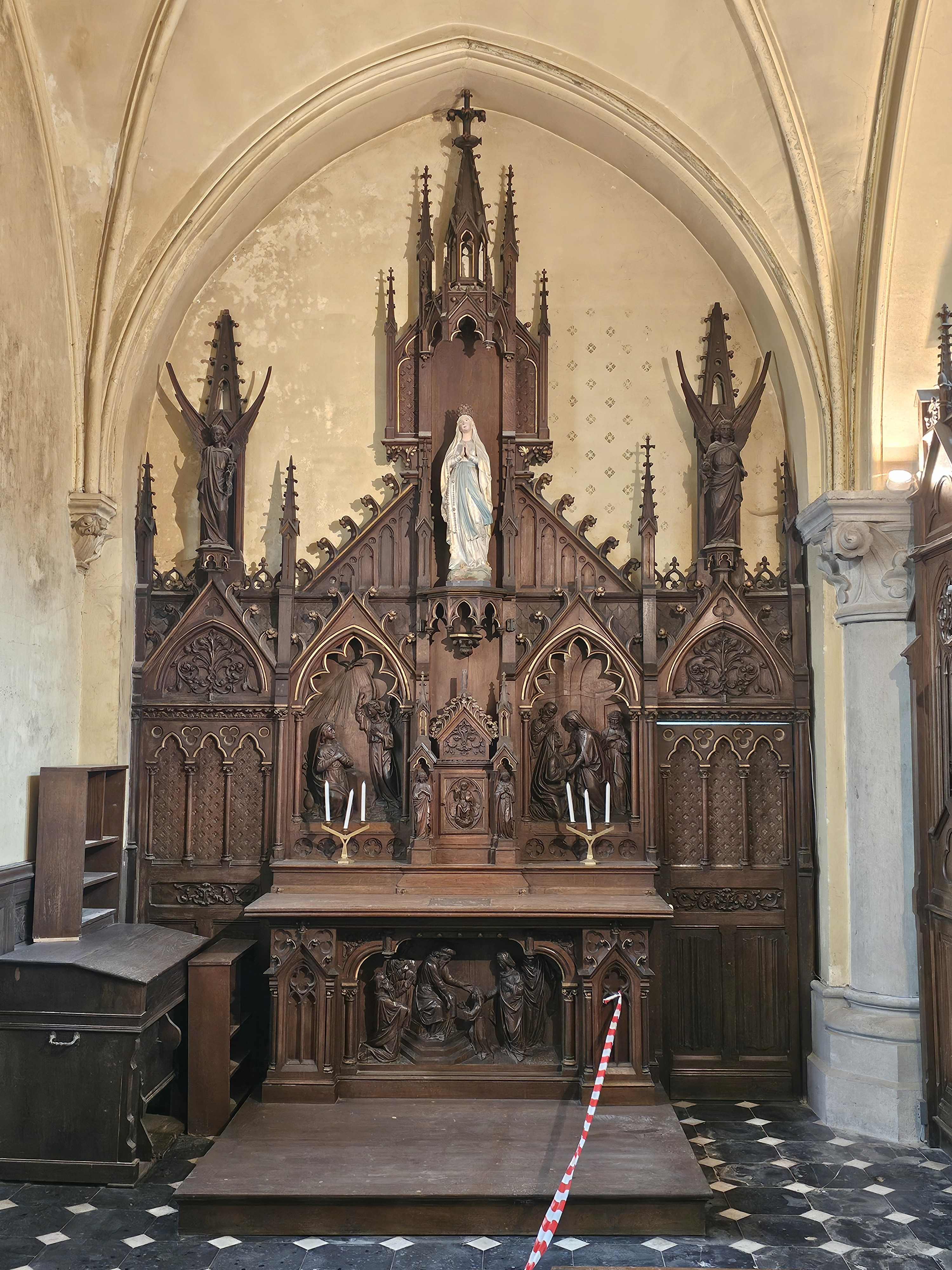
Autel et retable de la chapelle de la Vierge

- La chapelle Notre-Dame-de-Grâce-et-des-Trois-Vierges. Elle héberge 10 éléments patrimoniaux classés ou inscrits au titre d'objet des monuments historiques[45].
- La ferme du Hondenest  est ancien un relais de poste, répertorié l[Quoi ?] en 1745 comme une des étapes de la "Ferme générale des Postes" réorganisée par Louis XIV. Son nom vient du mot chien (Hund) et du mot nid (Nest). Cette propriété a longtemps été la propriété des Massiet du Biest, une riche famille dont on disait qu'elle pouvait chasser sur ses terres entre Ypres et Dunkerque. Trois ans après la mort du général Jacques Massiet du Biest, en 1972, la ferme Baey a pu racheter le corps de ferme[46].
- Sur le territoire de la commune se trouvent trois cimetières de la Commonwealth War Graves Commission:
  - Le Caestre Communal Cemetery.
  - Le Caestre Military Cemetery.
  - Le Peuplier Military Cemetery.
- Le monument aux morts.
- Le moulin Saint-Joseph.

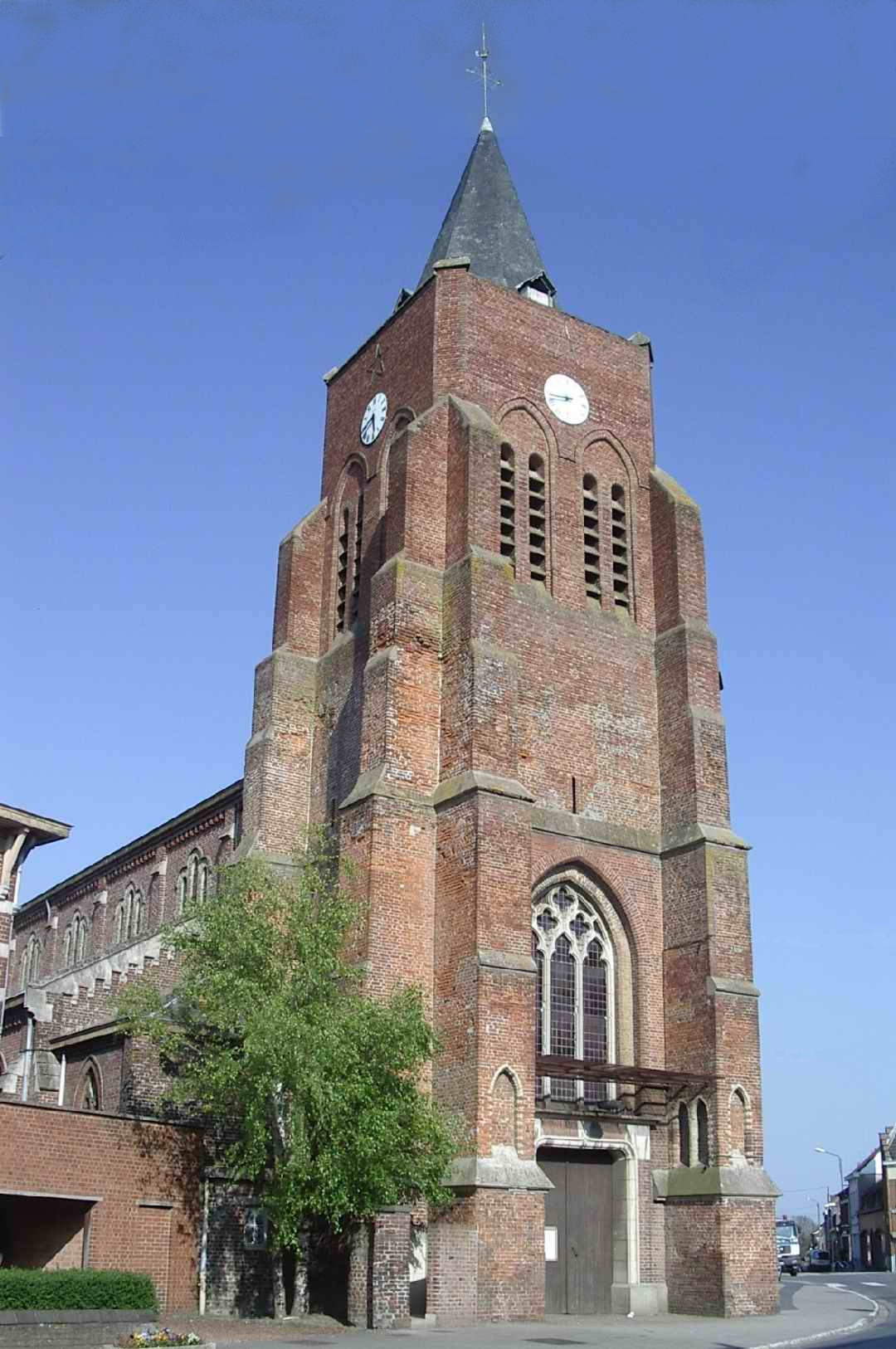
L'église Saint-Omer.
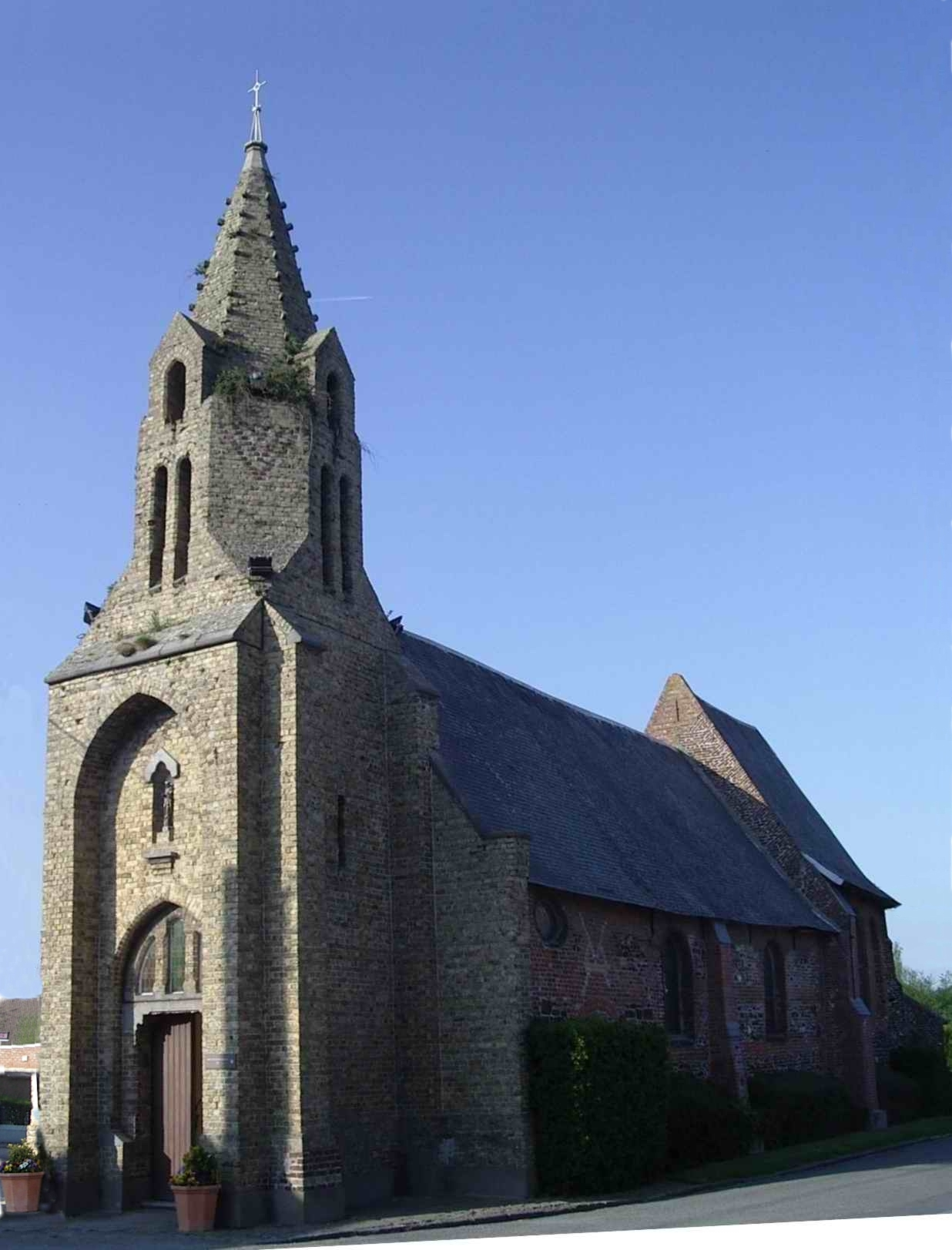
La chapelle des trois vierges.
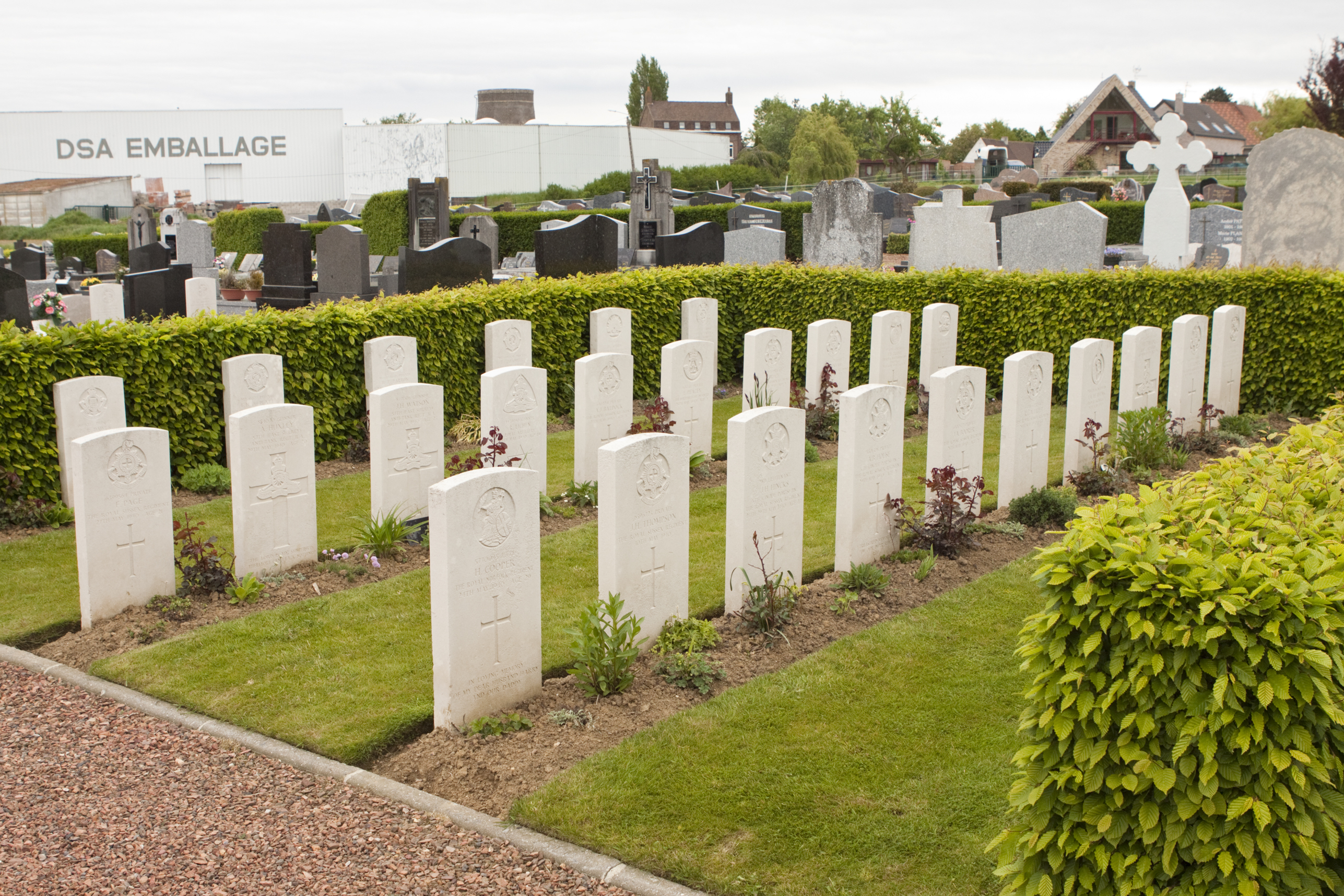
Le Caestre Communal Cemetery.
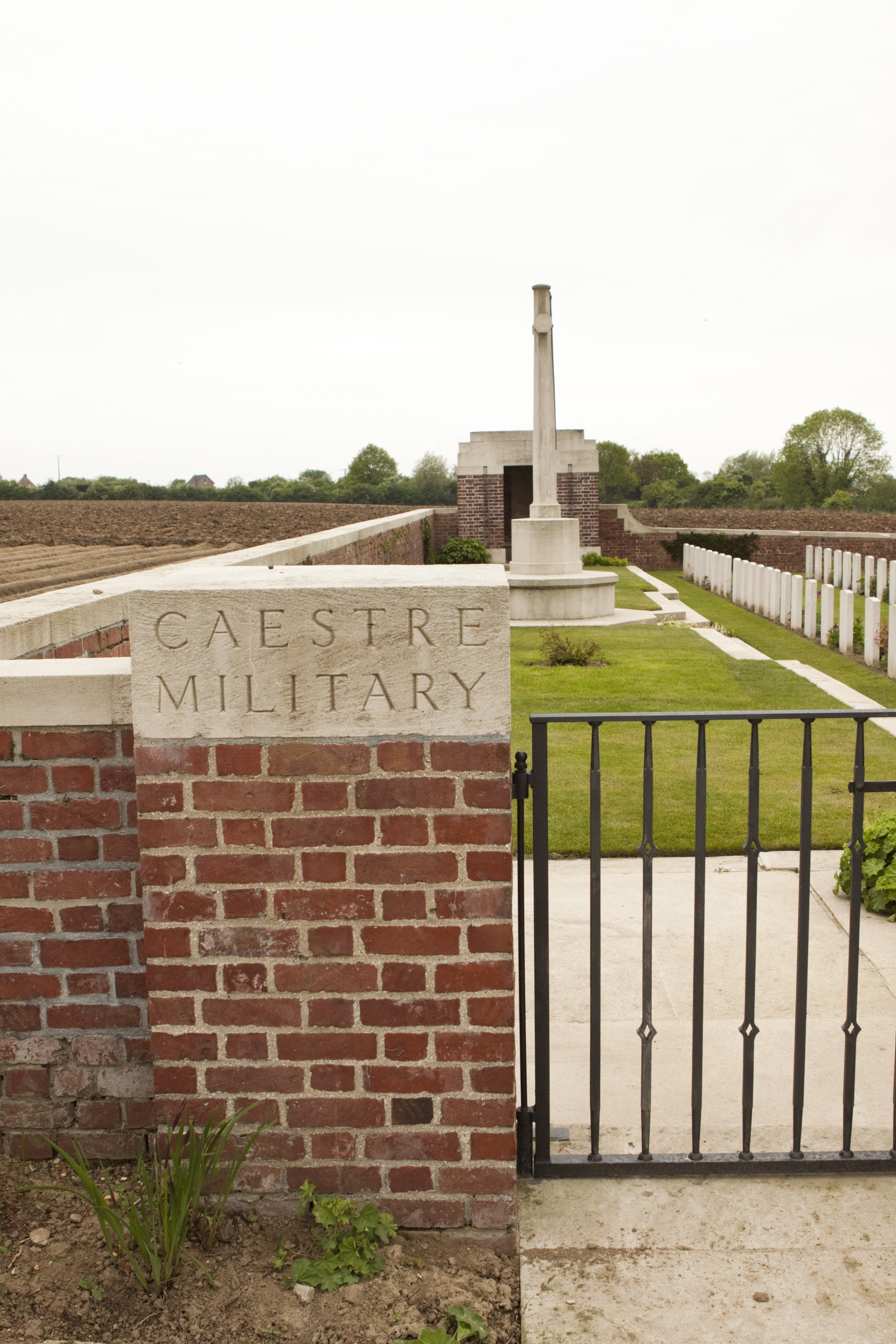
Le Caestre Military Cemetery.
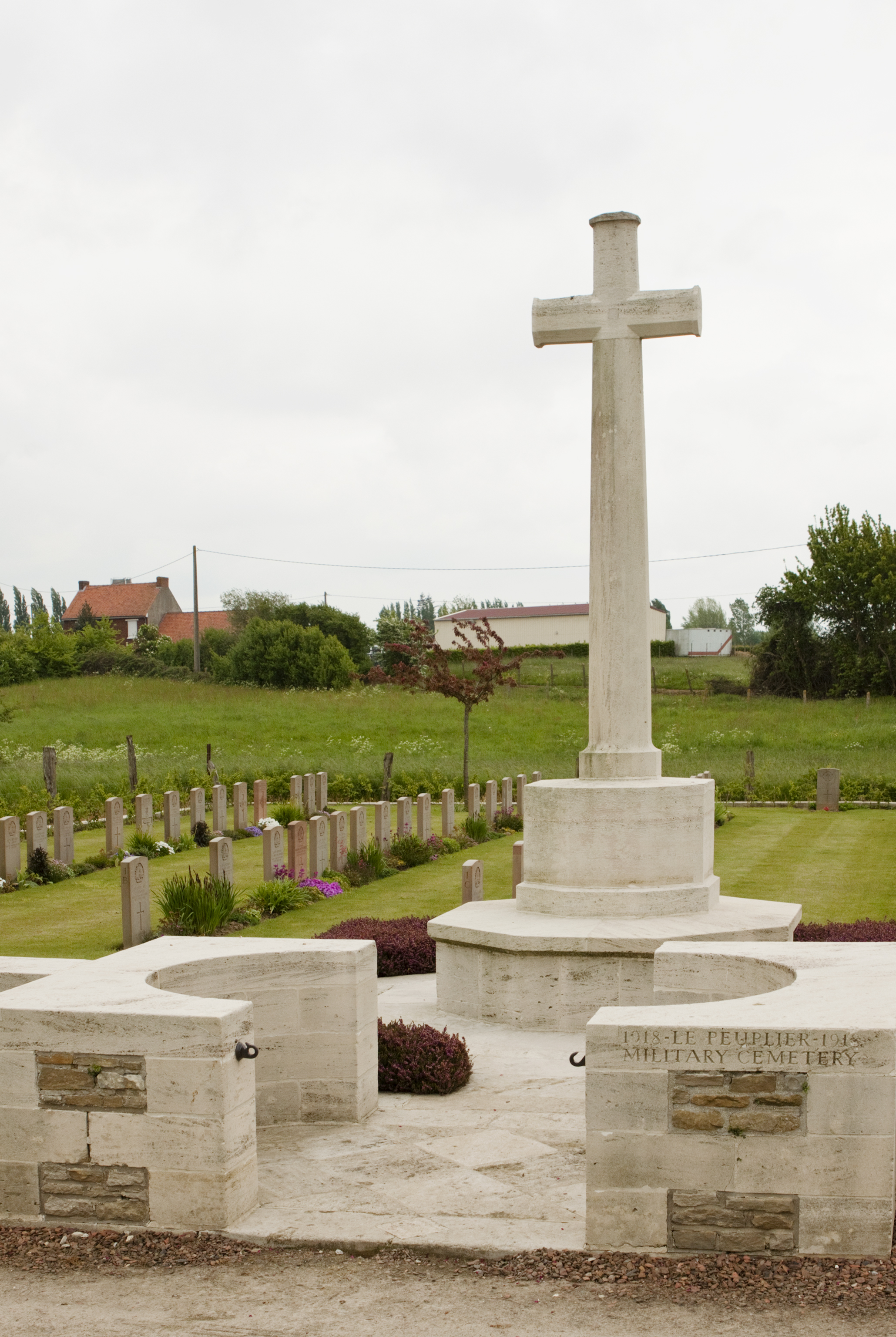
Le Peuplier Military Cemetery.
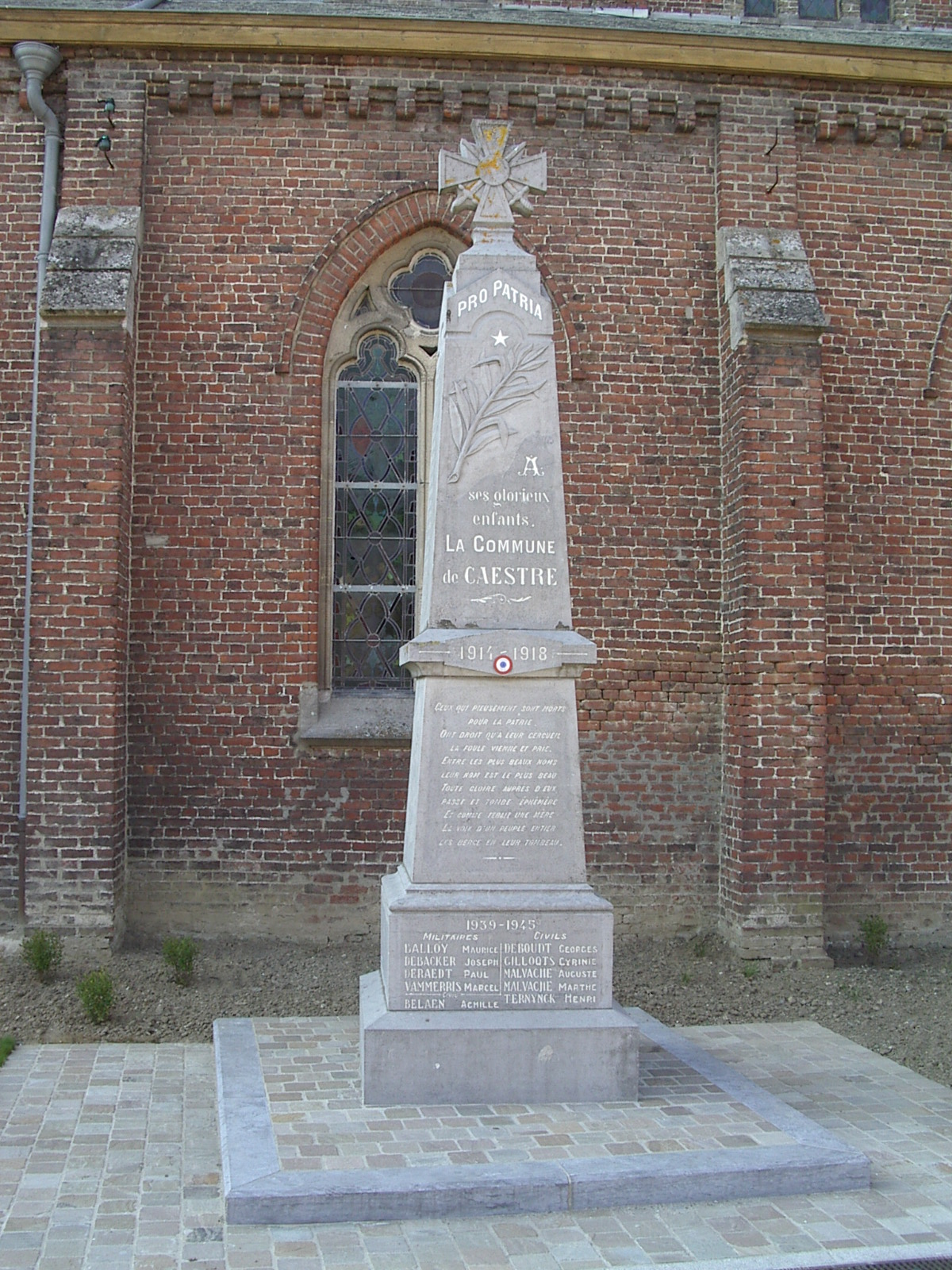
Le monument aux morts.
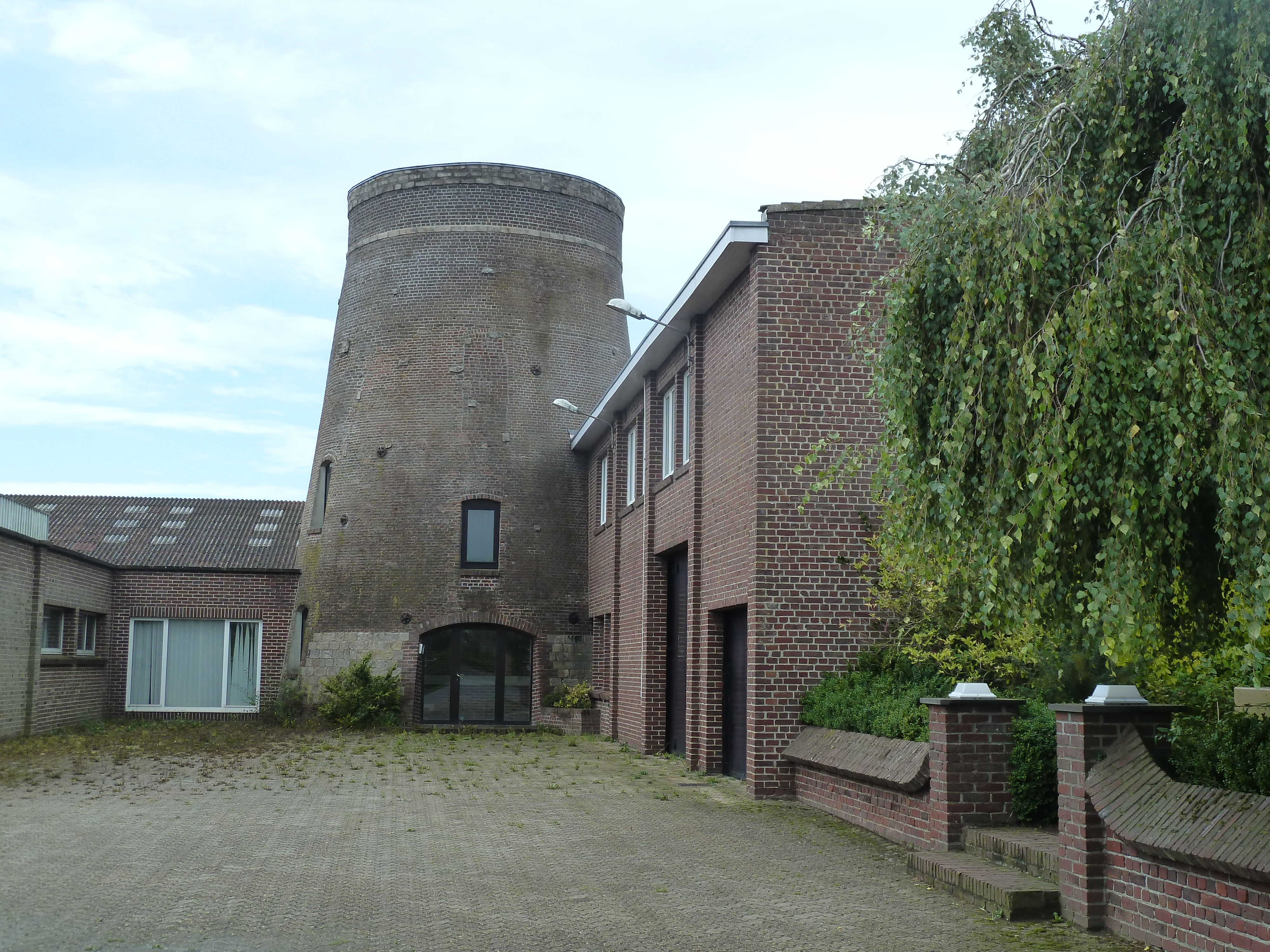
Le moulin Saint-Joseph.
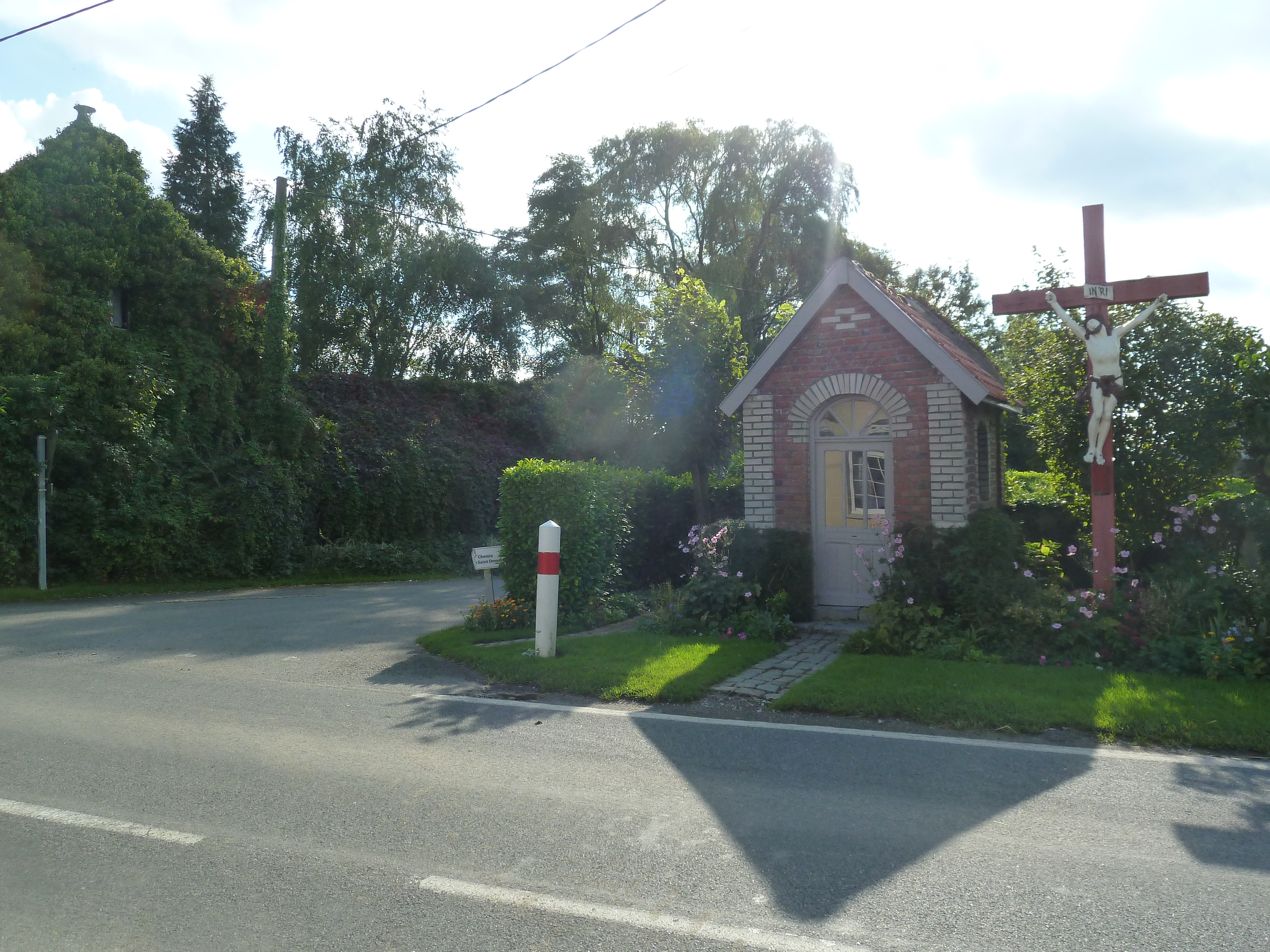
L'oratoire et la croix du hameau "La Croix-Rouge"

### Personnalités liées à la commune
- Charles Grimminck (1676-1725), mystique flamand, y fut curé de 1714 à 1723 avant de se retirer comme ermite au pied du Mont-des Cats. On se souvient de lui comme le "saint curé" (den heyligen pastoor)[47].

### Héraldique, logotype et devise
| Blason de Caëstre | Blason  | D'or à l'écusson d'argent chargé d'un lion de gueules, armé, lampassé et couronné d'or et à la bordure d'azur; à la bordure d'azur. Ornements extérieursCroix de guerre 1914-1918 |
| Blason de Caëstre | Détails | Le statut officiel du blason reste à déterminer. |

## Pour approfondir